# Predappio-Roma
La Predappio-Roma, conosciuta anche come Coppa del Duce, è stata una manifestazione maschile di ciclismo su strada, sia corsa in linea (edizioni 1928-1932), sia come corsa a tappe (edizione 1933), che si sviluppava fra Predappio, città natale di Benito Mussolini, e Roma. Fu organizzata dal giornale Il Littoriale in onore del Duce.

## Albo d'oro
Aggiornato all'edizione 1933.
| Anno | Vincitore      | Secondo             | Terzo               |
| ---- | -------------- | ------------------- | ------------------- |
| 1928 | Alfredo Binda  | Antonio Negrini     | Domenico Piemontesi |
| 1929 | Alfredo Binda  | Domenico Piemontesi | Antonio Negrini     |
| 1930 | Learco Guerra  | Alfredo Binda       | Fabio Battesini     |
| 1931 | Eugenio Gestri | Michele Mara        | Fabio Battesini     |
| 1932 | Learco Guerra  | Luigi Giacobbe      | Aleardo Simoni      |
| 1933 | Allegro Grandi | Armando Zucchini    | Giovanni Firpo      |